# ライブ@磔磔 2015.10.29
『ライブ＠磔磔 2015.10.29』（ライブアットたくたく 2015.10.29）は、神聖かまってちゃん2枚目の映像作品である。2016年3月9日にワーナーミュージックジャパンより発売された。

## 概要
- 2015年6月24日に発売されたベストアルバム「ベストかまってちゃん」を引っ提げて、2015年9月16日から10月29日に行われた「千葉！神奈川！大阪！茨城！愛知！北海道！福岡！東京！京都！～聖少女Line鎖切断ツアー～」のファイナル公演である京都・磔磔公演でのライブを収録[1]。
- 本編後にはライブ後日のオフショット映像も収録されている。
- 本作の発売を記念して、「「ライブ＠磔磔2015.10.29」リリース記念！“スペシャルトーク＆サイン入りポスターお渡し会」が、2016年3月12日に「HMV&BOOKS TOKYO」、3月28日に「HMVグランフロント大阪」、3月29日に「HMV栄」で行われた[2]。
- 2016年3月15日から3月31日にかけて行われた「HMV GET BACK SESSION 「友だちを殺してまで。」LIVE」のチケット販売の際、本DVDと連動した「ラッキークリスマスセット」が発売され、メンバー全員によるトークが収録された「ラジオかまってちゃんCD」と「特製オリジナルステッカー」が付属した[3]。

## 収録内容
| #         | タイトル                                 | 作詞   | 作曲・編曲 | 時間  |
| --------- | ---------------------------------------- | ------ | ---------- | ----- |
| 1.        | 「OPENING」                              |        |            | 5:07  |
| 2.        | 「肉魔法」                               |        |            | 4:12  |
| 3.        | 「怒鳴るゆめ」                           |        |            | 5:06  |
| 4.        | 「フロントメモリー」                     |        |            | 4:19  |
| 5.        | 「自分らしく」                           |        |            | 4:57  |
| 6.        | 「グロい花」                             |        |            | 4:28  |
| 7.        | 「ぺんてる」                             |        |            | 7:09  |
| 8.        | 「ちりとり」                             |        |            | 4:33  |
| 9.        | 「ロボットノ夜」                         |        |            | 4:34  |
| 10.       | 「夜空の虫とどこまでも」                 |        |            | 5:40  |
| 11.       | 「僕のHIPHOP」                           |        |            | 6:40  |
| 12.       | 「ゆーれいみマン」                       |        |            | 8:21  |
| 13.       | 「ロックンロールは鳴り止まないっ」       |        |            | 5:19  |
| 14.       | 「いかれたNEET」(アンコール)             |        |            | 6:42  |
| 15.       | 「あるてぃめっとレイザー！」(アンコール) |        |            | 7:41  |
| 16.       | 「レッツゴー武道館っ！」(アンコール)     |        |            | 9:12  |
| 17.       | 「オフショット映像」(ボーナス映像)       |        |            | 25:10 |
| 合計時間: | 合計時間:                                | 119:10 |            |       |

## 演奏者
- mono - キーボード、ヴォコーダー、MC
- の子 - ボーカル、ギター、ヴォコーダー
- ちばぎん - ベース、コーラス
- みさこ - ドラムス